# Dennebrœucq
Dennebrœucq (flämisch: Denebroek, dt. übersetzt Dänenbruch) ist eine französische Gemeinde mit 394 Einwohnern (Stand 1. Januar 2022) im Département Pas-de-Calais in der Region Hauts-de-France (vor 2016: Nord-Pas-de-Calais). Sie gehört zum Arrondissement Saint-Omer und zum Kanton Fruges.

## Lage
Die Gemeinde Dennebrœucq liegt im Artois an der oberen Leie, 21 Kilometer südsüdwestlich von Saint-Omer. Nachbargemeinden von Dennebrœucq sind Coyecques im Nordosten, Reclinghem im Osten, Mencas im Süden sowie Audincthun im Westen.

## Bevölkerungsentwicklung
| Jahr                       | 1962 | 1968 | 1975 | 1982 | 1990 | 1999 | 2006 | 2012 | 2022 |
| Einwohner                  | 295  | 279  | 257  | 269  | 310  | 314  | 350  | 369  | 394  |
| Quellen: Cassini und INSEE |      |      |      |      |      |      |      |      |      |

## Sehenswürdigkeiten
- Kirche Saint-Léger aus dem 16. Jahrhundert
- Kapelle aus dem 19. Jahrhundert

### Vergnügungspark „Dennlys Parc“

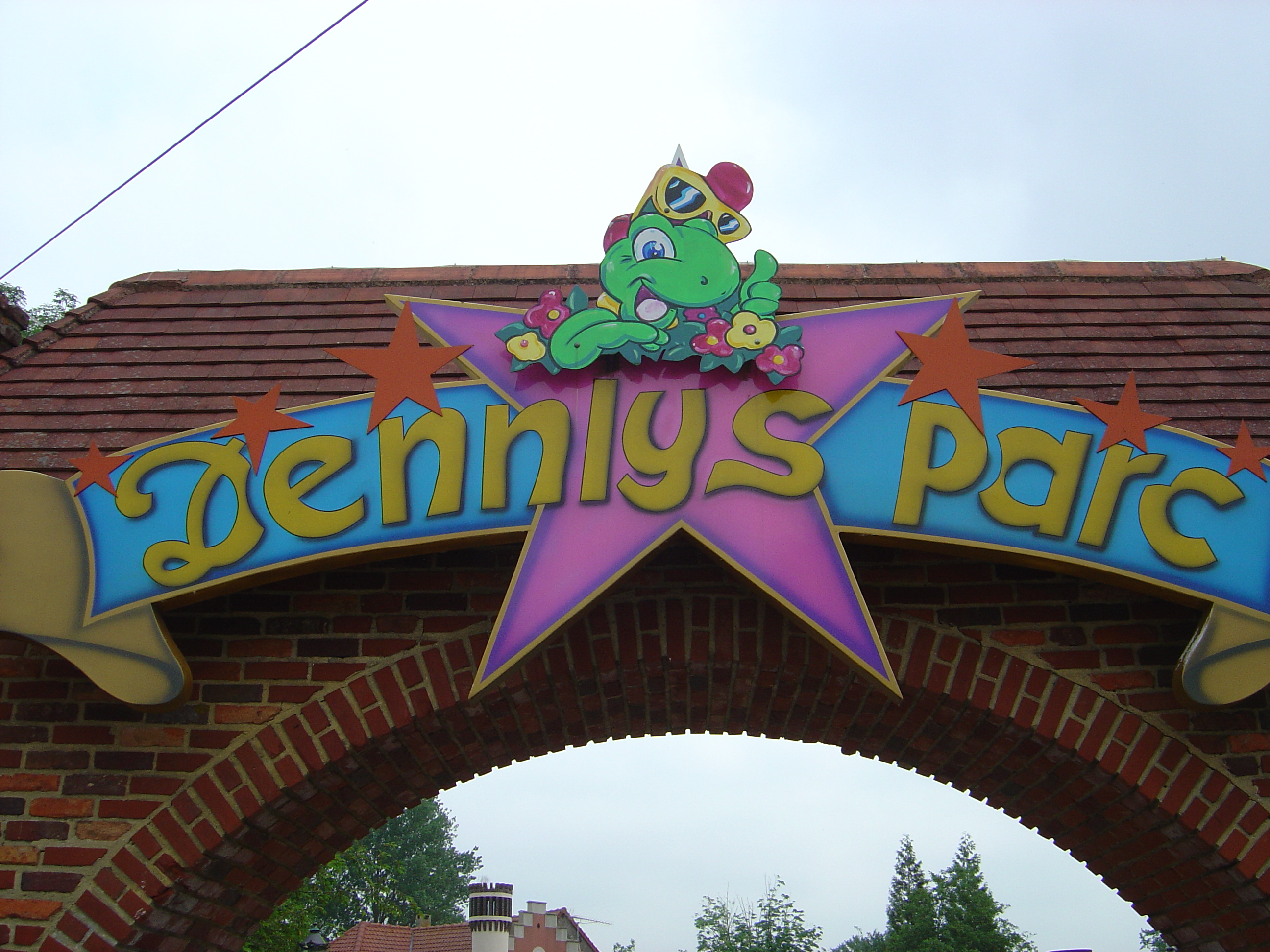
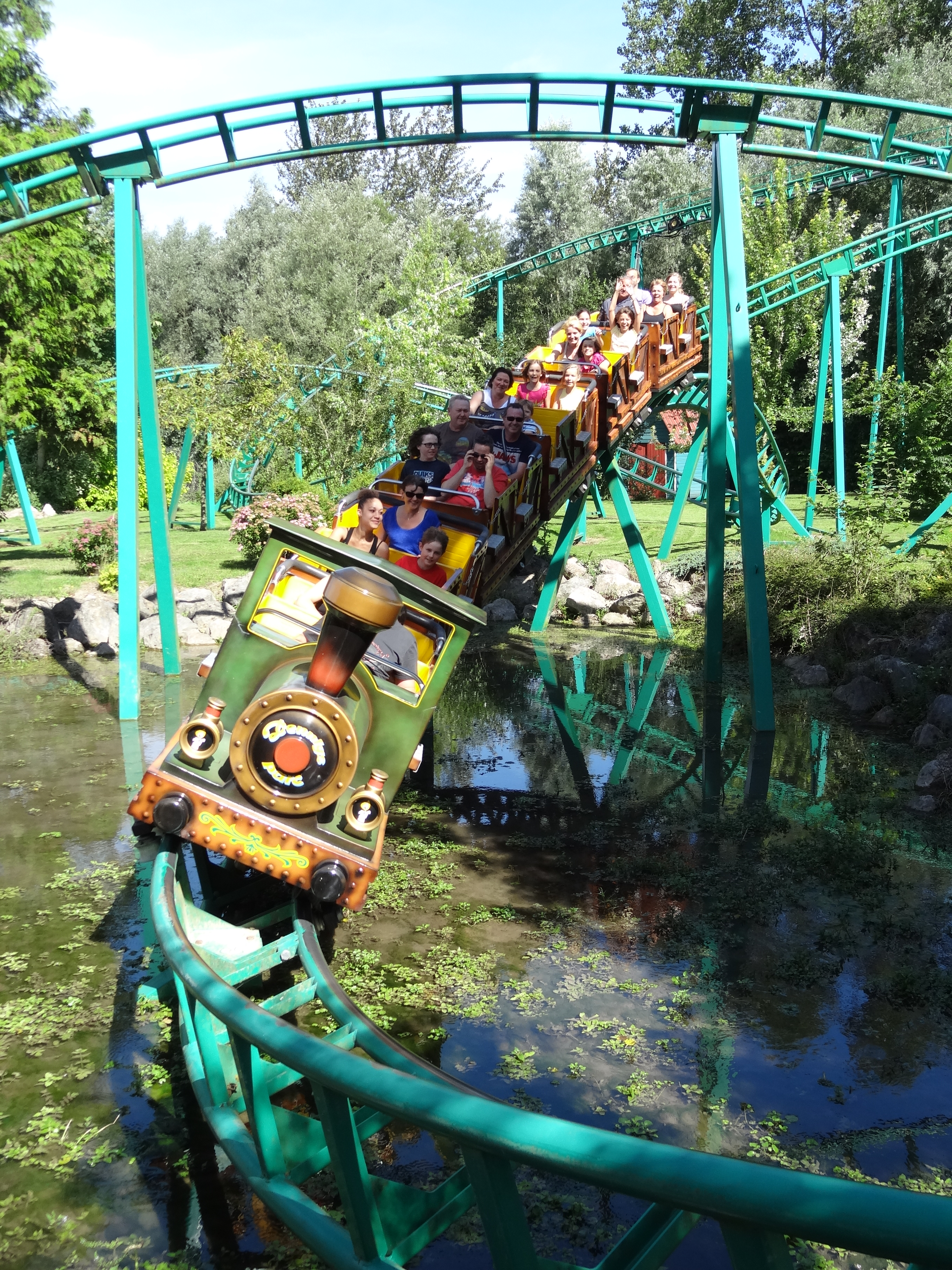
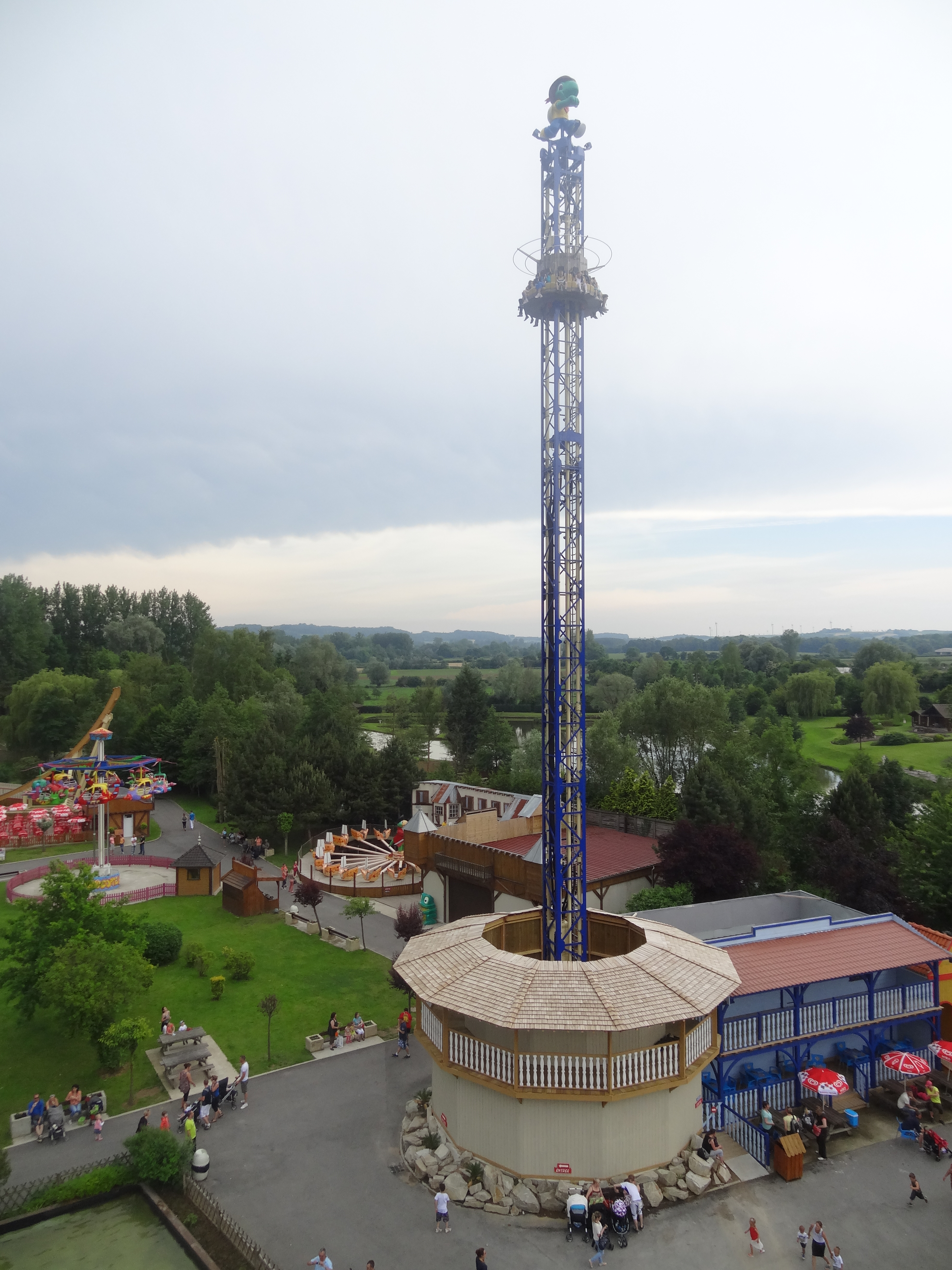
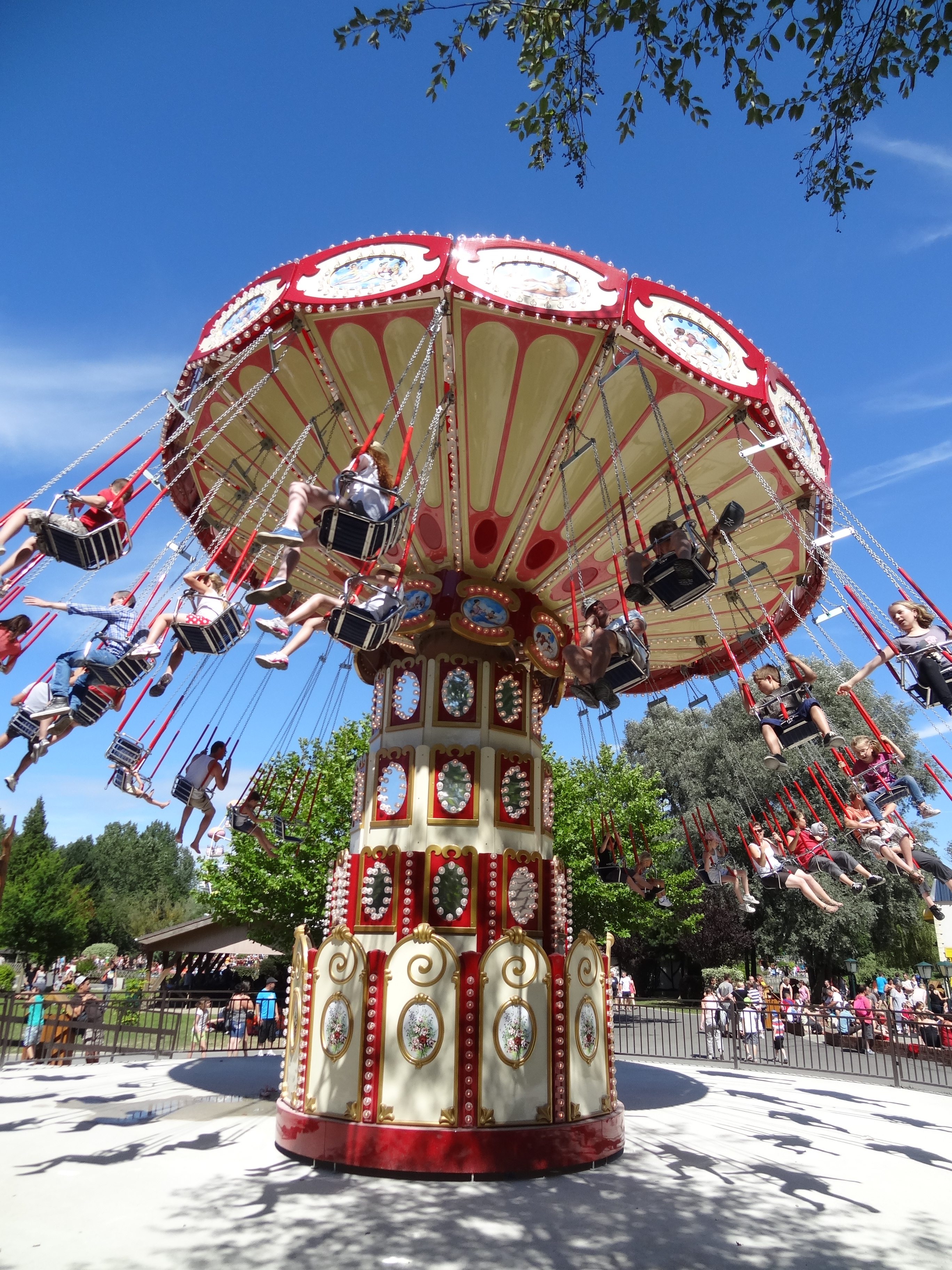
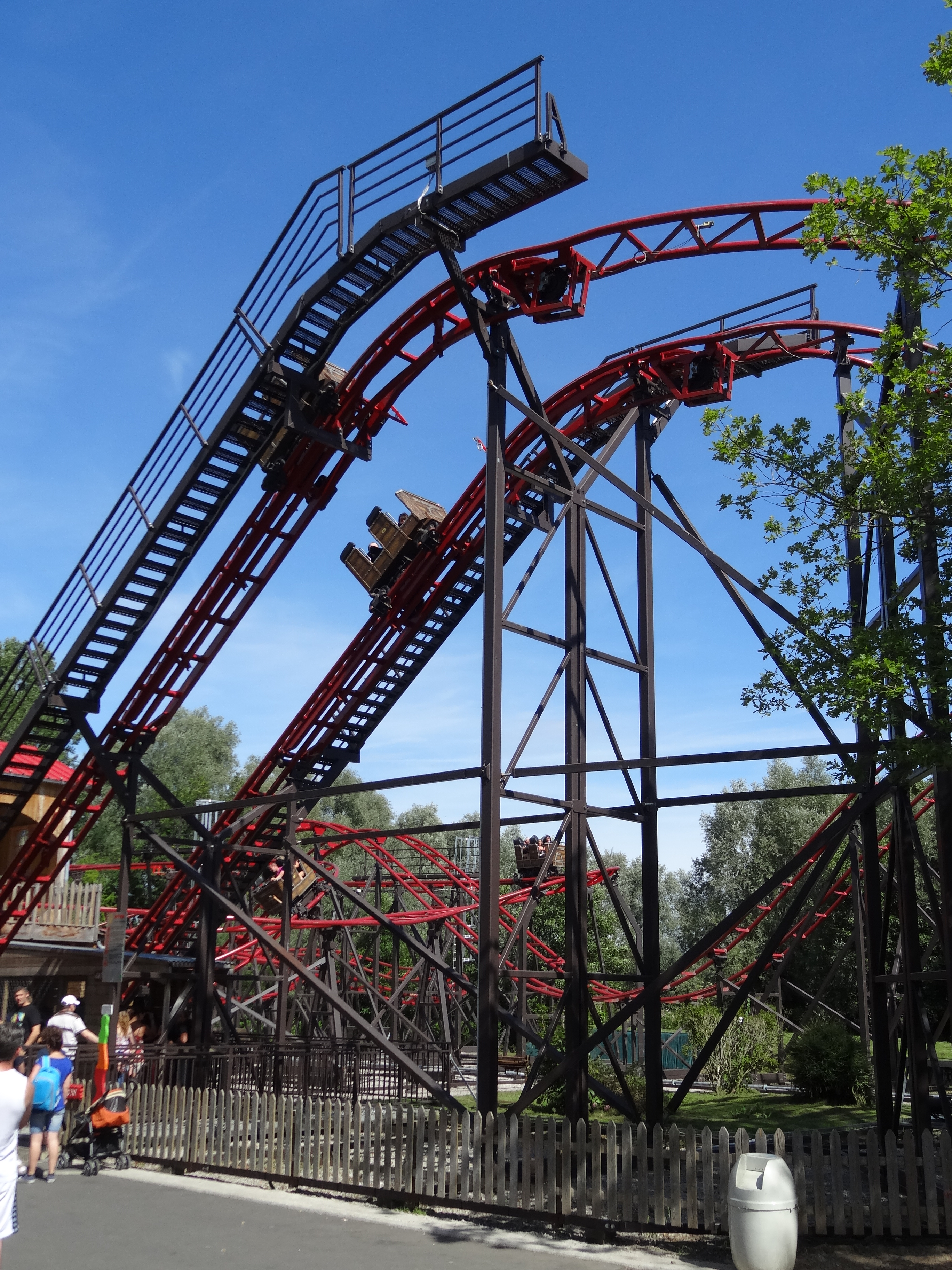